# Сан-Сібрао-дас-Віньяс
Сан-Сібрао-дас-Віньяс (гал. San Cibrao das Viñas, ісп. San Ciprián de Viñas) — муніципалітет в Іспанії, у складі автономної спільноти Галісія, у провінції Оренсе. Населення — 4310 осіб (2009).
Муніципалітет розташований на відстані близько 410 км на північний захід від Мадрида, 4 км на південь від Оренсе.
Муніципалітет складається з наступних паррокій: Гаргантос, Ноалья, Пасос-де-Сан-Клодіо, Ранте, Сан-Сібрао-дас-Віньяс, Санта-Крус-да-Рабеда, Соутопенедо.

## Демографія
Динаміка населення (INE ):

## Галерея зображень

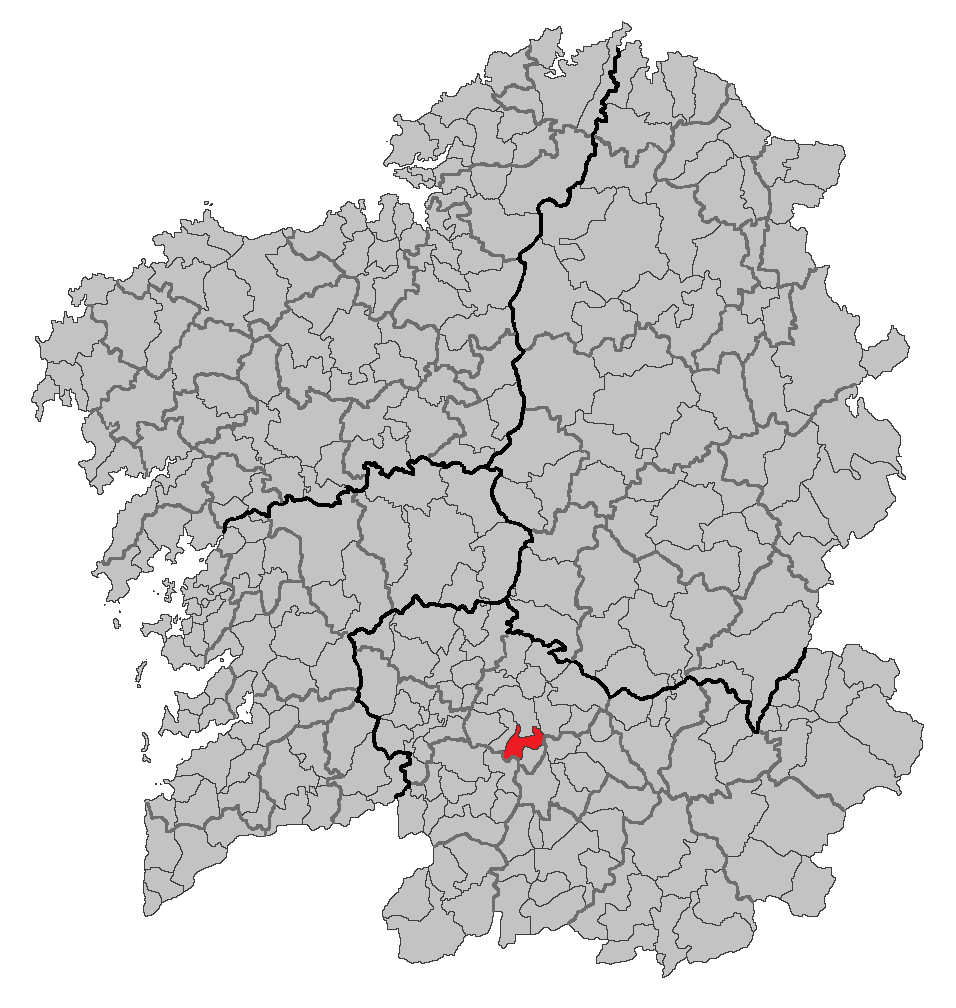
Розташування муніципалітету